# Porta obscura
Porta obscura è il secondo album dei Coronatus, pubblicato nel 2008.

## Tracce
1. Prologue – 1:57
2. Exitus – 4:00
3. Fallen – 6:48
4. In Silence – 4:22
5. Beauty in Black – 4:35
6. Cast My Spell – 5:10
7. In Your Hands – 2:38
8. Mein Herz – 3:16
9. Am Kreuz – 4:37
10. Der Vierte Reiter – 4:37
11. Strahlendster Erster – 3:24
12. Flos Obscura (traccia bonus) – 5:09
13. Volles Leben (traccia bonus) – 3:52